# Алимбеков, Мусабек Тургынбекович
Алимбеков Мусабек Тургынбекович (Род.4 января 1954, колхоз им. Ворошилова, Меркенский район, Джамбулская область, Казахская ССР, СССР) — казахский и советский государственный деятель.

## Биография
После окончания в 1981 Казахского Государственного Университета направлен на стажировку в Джамбулский областной суд. После успешного окончания в 1982 стажировки выбран народным судьёй Центрального района г. Джамбула. С 1987 назначен судьей, чуть позже заместителем председателя Джамбулского областного суда. С 1992 в органах юстиции — начальник управления юстиции Жамбылской области. В 1996 вновь на судебной работе, назначен председателем Южно-Казахстанского областного суда, с 1999 на аналогичной должности в Жамбылском областном суде. В 2001 назначен председателем Алматинского городского суда. С 2006 -председатель коллегии по гражданским делам Верховного Суда Республики Казахстан, а с апреля 2009 по апрель 2011 — председатель Верховного Суда Республики Казахстан

## Награды
- Орден «Парасат» (15.12.2008)
- Юбилейная медаль «Қазақстан Республикасының тәуелсіздігіне 10 жыл» (2001)
- Юбилейная медаль «Астананың 10 жылдығы» (2008)
- Почётная грамота Президента Республики Казахстан (2003)
- Почётный знак Союза судей Республики Казахстан «Үш би» (2004)